# NGC 2519
NGC 2519 је појединачна звезда у сазвежђу Рис која се налази на NGC листи објеката дубоког неба.
Деклинација објекта је + 51° 7' 44" а ректасцензија 8h 7m 58,8s. Привидна величина (магнитуда) објекта NGC 2519 износи 13,6 а фотографска магнитуда 14,3.